# Cuito Cuanavale
Cuito Cuanavale – miasto w Angoli, w prowincji Cuando-Cubango.